# 萨讷河畔欧祖维尔
萨讷河畔欧祖维尔（法語：Auzouville-sur-Saâne，法語發音：[ozuvil syʁ san]）是法国滨海塞纳省的一个市镇，属于迪耶普区。

## 地理
萨讷河畔欧祖维尔（49°44'41"N, 0°56'5"E）面积3.21 平方千米，位于法国诺曼底大区滨海塞纳省，该省份为法国北部沿海省份，其西部及北部濒大西洋英吉利海峡，东起顺时针与索姆省、瓦兹省、厄尔省和卡爾瓦多斯省接壤。
与萨讷河畔欧祖维尔接壤的市镇（或旧市镇、城区）包括：瓦勒德萨讷、萨讷圣瑞斯特、圣皮埃尔贝努维尔。

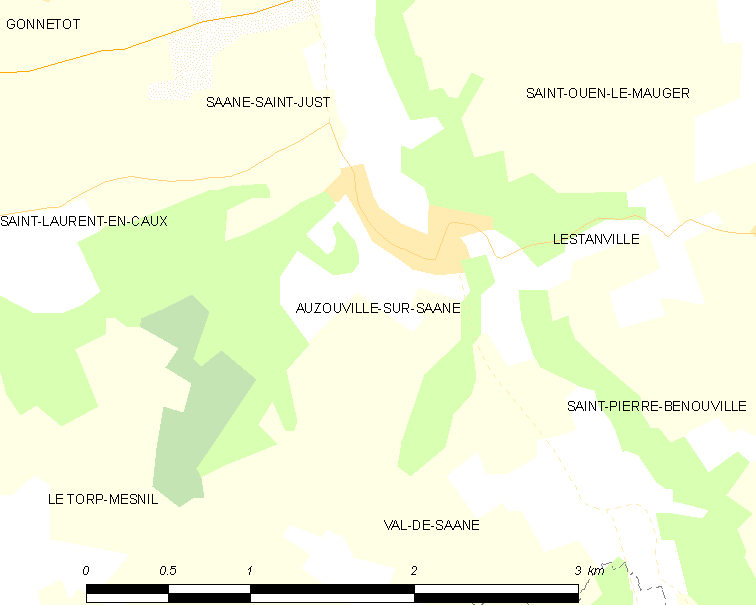
萨讷河畔欧祖维尔的OSM定位图

萨讷河畔欧祖维尔的时区为UTC+01:00、UTC+02:00（夏令时）。

## 行政
萨讷河畔欧祖维尔的邮政编码为76730，INSEE市镇编码为76047。

## 政治
萨讷河畔欧祖维尔所属的省级选区为吕讷赖县。

## 人口

1962-2008年间萨讷河畔欧祖维尔人口变化图示

萨讷河畔欧祖维尔于2022年1月1日时的人口数量为146人。